# قداد روماني
قداد روماني (الاسم العلمي:Mesocricetus newtoni) هو نوع من الحيوانات يتبع جنس قداد متوسط من فصيلة الفأرية.